# Grinda
Grinda è un'isola dell'Arcipelago di Stoccolma, in Svezia. È collocata a sud di Ljusterö, a est di Vaxholm e a ovest di Svartsö e Möja.

## Storia
Abitata probabilmente dal medioevo, più di un'azienda agricola è segnalata negli elenchi degli esattori fiscali nel '500.
Fonti dimostrano che nel 1777 c'erano nell'isola un molo a cui era solito attraccare un battello a vapore, e un ristorante.
Nel diciannovesimo secolo Grinda intera venne acquistata da tre proprietari terrieri che praticarono diverse colture.
Scoperta dall'avvocato e finanziere Henrik Santesson, che fu il primo direttore del Comitato del Premio Nobel, decise di rendere quest'isoletta un piccolo paradiso personale per sé e la famiglia. Comprò dunque l'intero territorio (fatto del tutto legale e usuale nell'Arcipelago di Stoccolma così come nell'intera Svezia) e costruì una grande casa estiva.
L'isola fu acquistata nel 1944 dal Comune, che ha costruito un villaggio turistico e campeggio. Il Comune ha mantenuto l'isola fino al 1998 quando la Stockholm Archipelago Foundation ha assunto la detenzione del territorio.

## Wärdshus
Nel 1906, subito dopo l'acquisizione da parte di Santesson, fu deciso di costruire una casa in stile Liberty. Questa, collocata ad Hemviken, nel sud dell'isola, ha ospitato la famiglia del direttore del Nobel fino al '44, mentre adesso è un sistema, sebbene piuttosto piccolo, hotel-campeggio-ostello-ristorante. È l'edificio più grande che si trova nel posto.

## Geografia e natura

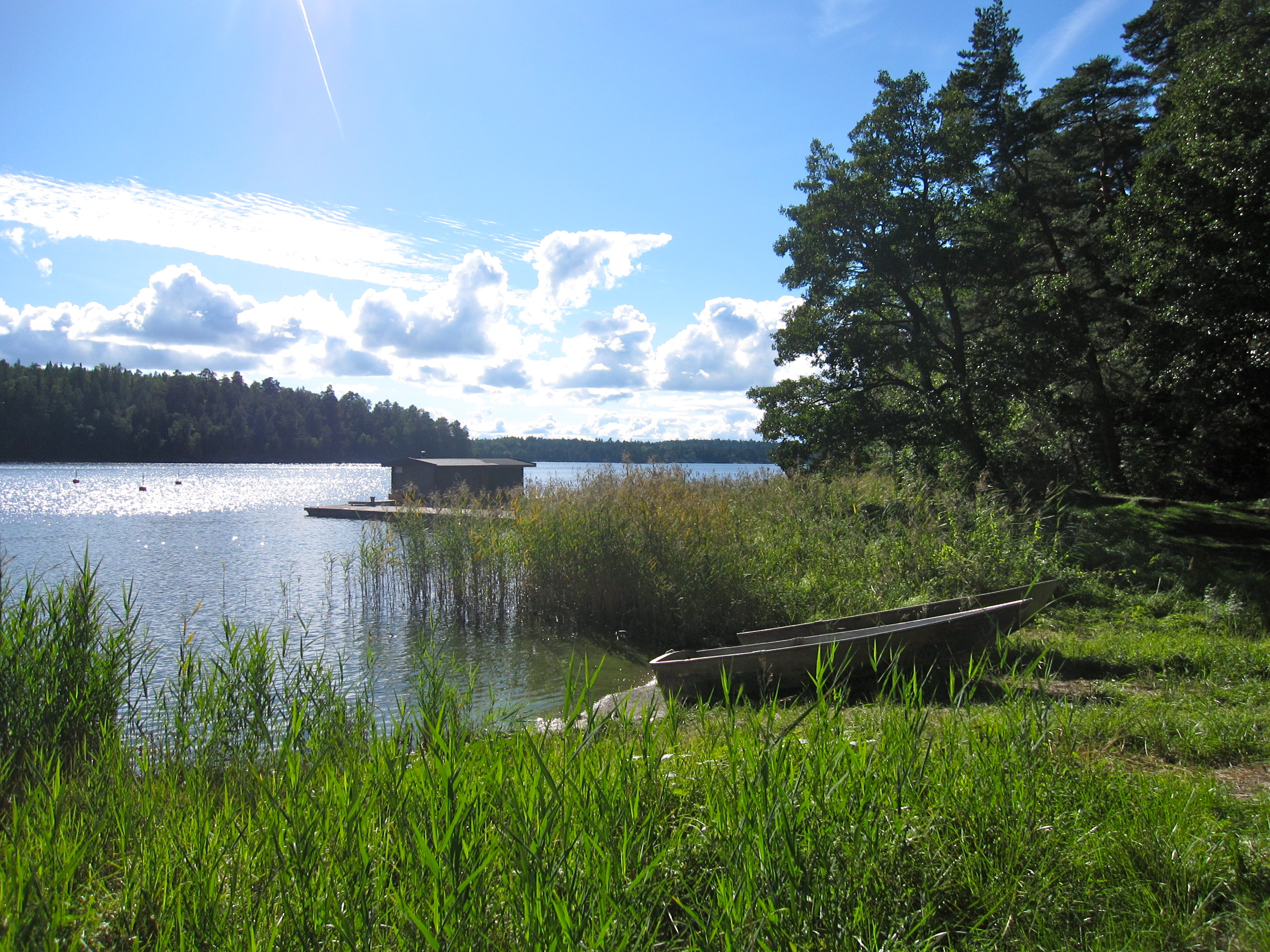
Insenatura circondata da boschi

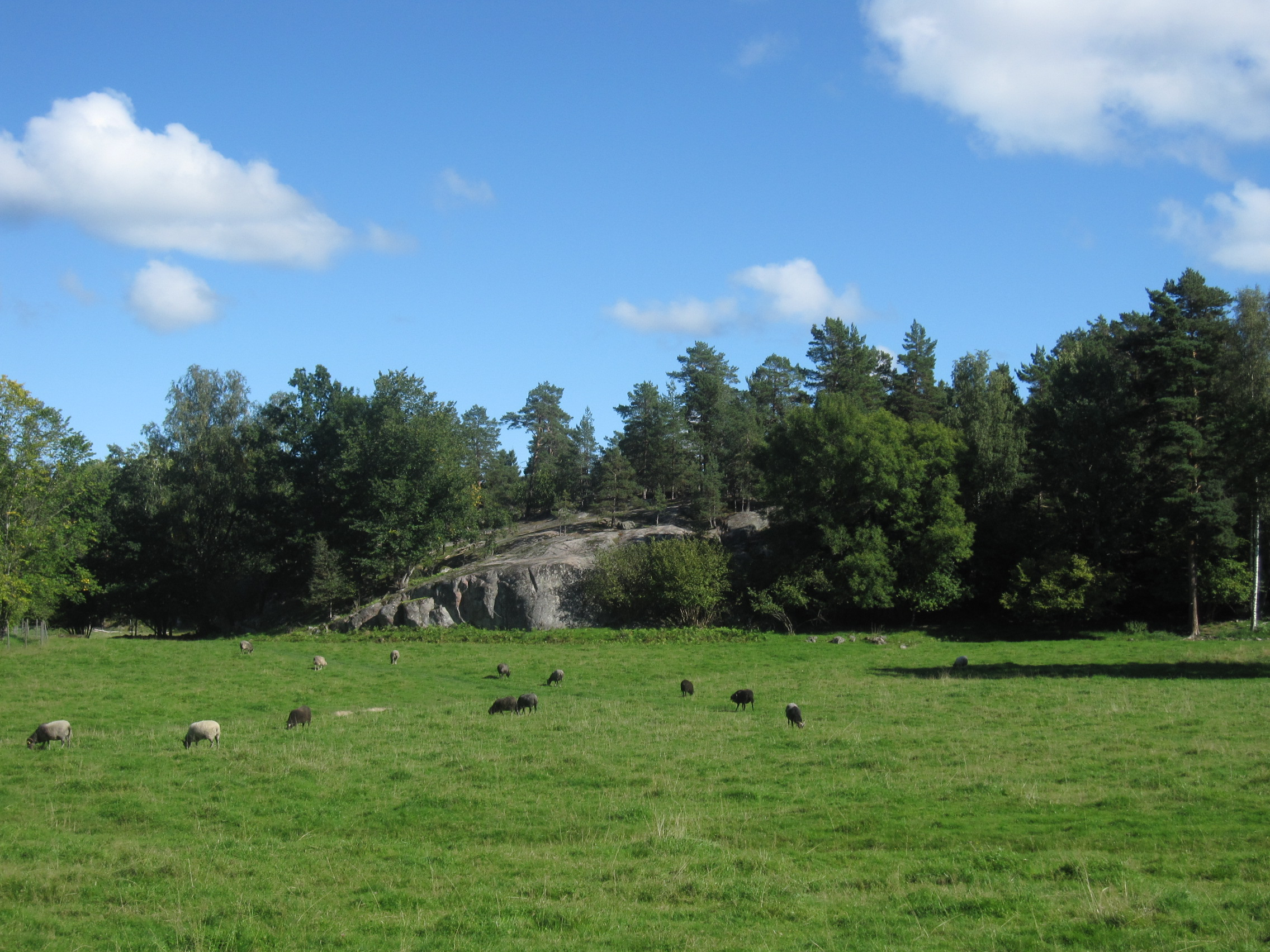
Pascolo

Grinda è un'isola collinare con zone rocciose con una moltitudine di rocce e scogliere ripide soprattutto nella parte settentrionale tuffo a picco nell'acqua. Nella parte meridionale e centrale dell'isola è un paesaggio agricolo. L'isola è dominata da due dorsali montuose, che sono separate da una grande baia, Källviken. Il punto più alto dell'isola, il Klubbudden, è a 35 metri di altezza.
L'ambiente sterile è terreno di caccia per il gufo reale, che soggiorna regolarmente in Grinda. Su rocce assolate possono essere visti anche i serpenti. Un sentiero di 2,5 km segnalato regolarmente porta in giro per l'isola.
Le zone dove la natura è più rigogliosa sono boschi, dove si trovano sia alberi secolari che cespugli. Il sottobosco è estremamente ricco.

### Zone agricole
Molte zone infine sono destinate alla pastorizia, principalmente di pecore, che sono di una razza esistente solo nell'arcipelago. Questi terreni, sono in affitto dalla Fondazione Archipelago, e hanno come scopo principalmente quello di preservare l'ambiente, l'antica cultura e di prevenire l'ampliamento di spazio destinato all'edificazione.
L'azienda ha diverse Rödkullen, una razza di mucca svedese già comune in tutto l'arcipelago, ma che alla fine degli anni 1970 è stata minacciata di estinzione. Ci sono anche galline di razza Gotland nelle fattorie.

## Turismo

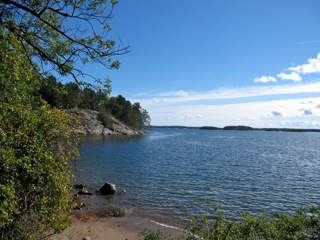
Spiaggia a sud di Grinda

È una delle più popolari destinazioni turistiche nell'arcipelago di Stoccolma. L'isola offre oltre alla locanda con 32 letti di un ostello, un villaggio vacanze e un campeggio. C'è anche un negozio di souvenir aperto in estate, e kayak a noleggio.
Dal 2000, Grinda è parte di una riserva naturale che è anche composta dagli isolotti adiacenti Tall Kobbe, Hästholmen e Grande e Piccolo Killingholme.